# Stazione di Colmegna
Stazione di Colmegna vasútállomás Olaszországban, Lombardia régióban, Colmegna településen.

## Vasútvonalak
Az állomást az alábbi vasútvonalak érintik:
- Cadenazzo–Luino-vasútvonal

## Kapcsolódó állomások
A vasútállomáshoz az alábbi állomások vannak a legközelebb:
- Stazione di Luino (Stazione di Gallarate, Cadenazzo–Luino-vasútvonal, S30)
- Stazione di Maccagno (Cadenazzo vasútállomás, Cadenazzo–Luino-vasútvonal, S30)